# Lister Storm GT

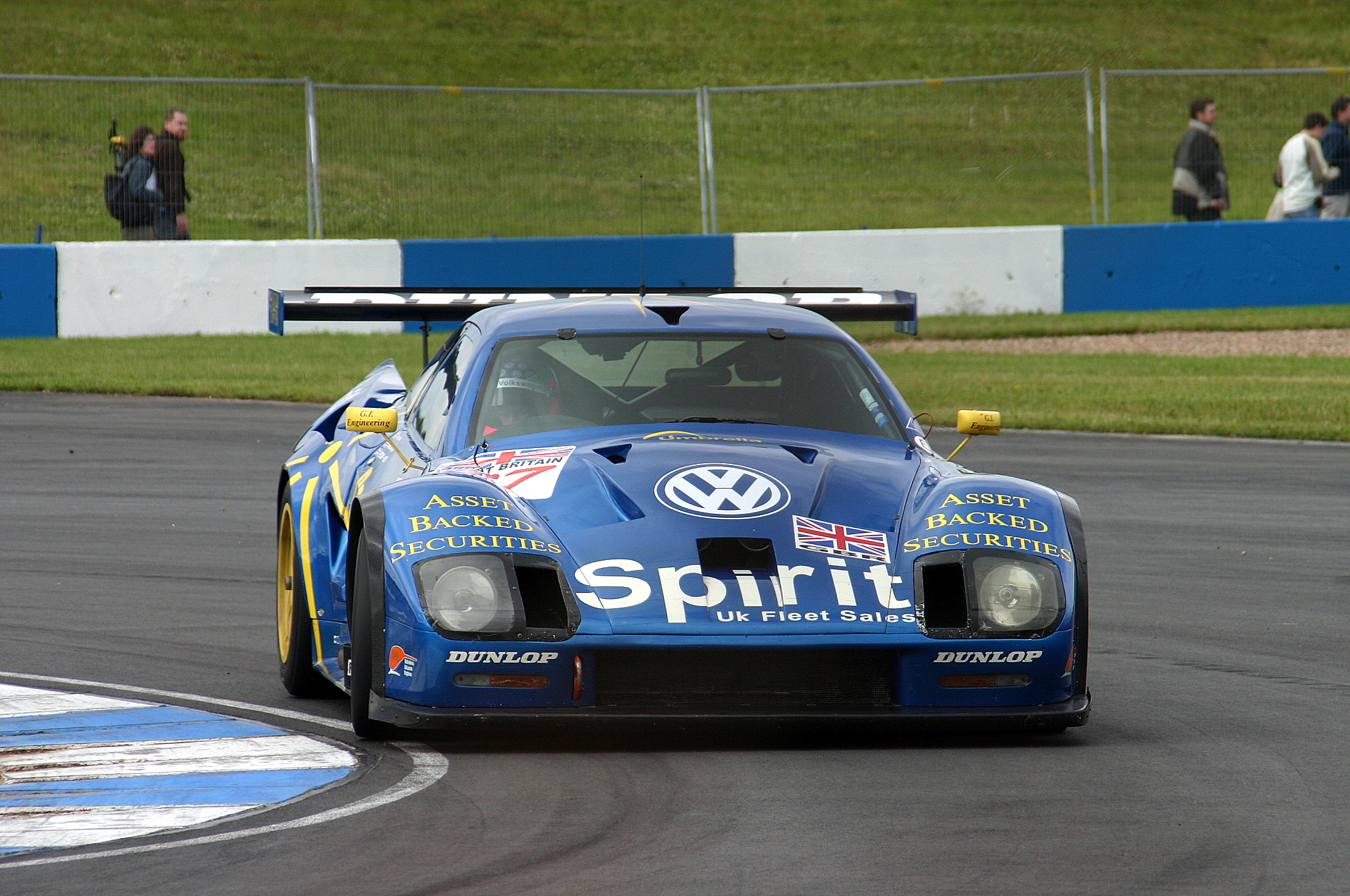
Lister Storm GT beim 500-km-Rennen von Donington 2004

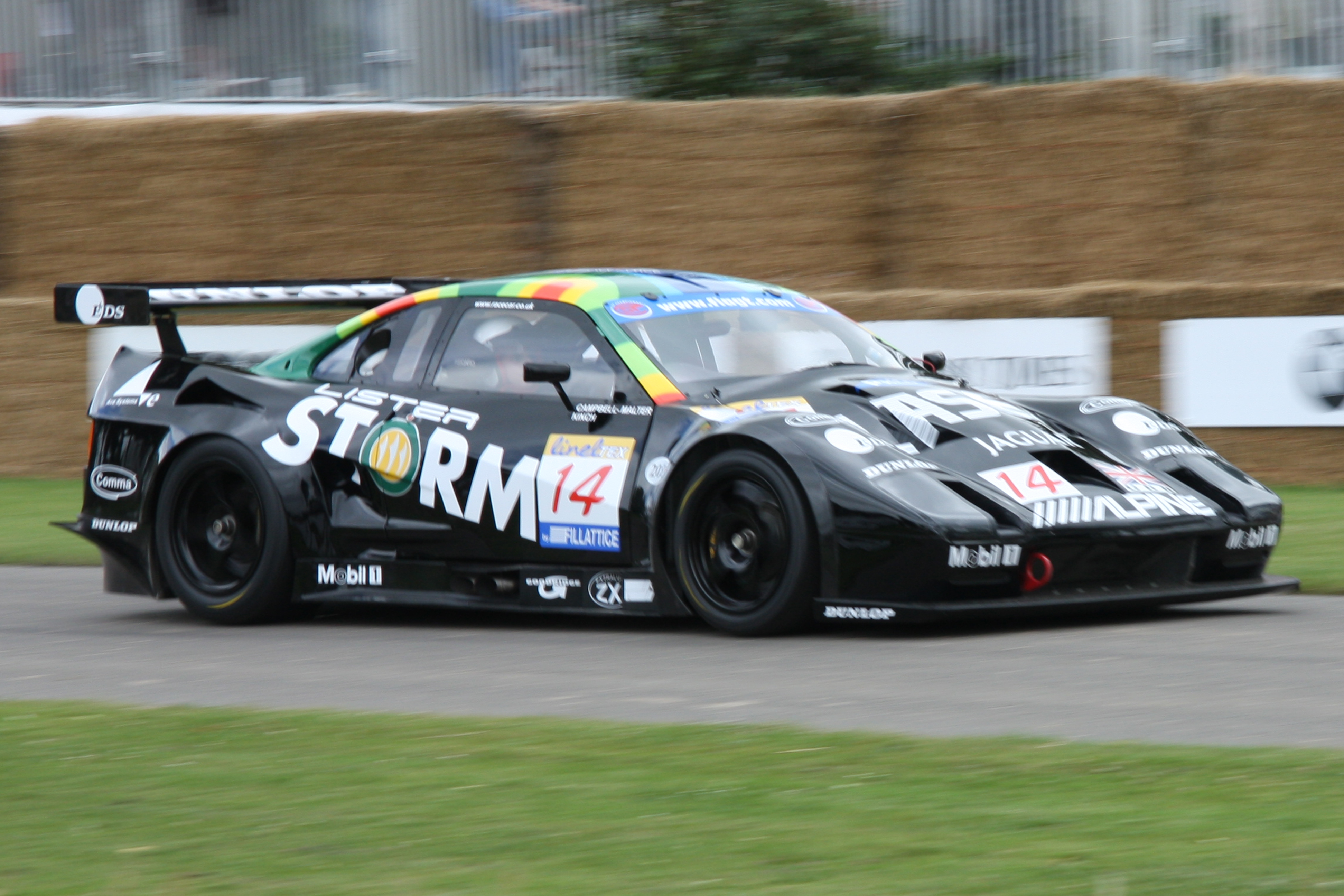
Ein Lister Storm GT, wie er von Jamie Campbell-Walter und Nathan Kinch in der FIA-GT-Meisterschaft 2003 gefahren wurde

Der Lister Storm GT war ein homologierter Rennwagen des Herstellers Lister Cars aus Großbritannien.

## Entwicklung und Technik
Seine Entwicklung begann 1993. Der Storm nutzte den seinerzeit mit 6996 cm³ größten V12-Motor, der nach dem Zweiten Weltkrieg in einem Serienfahrzeug verbaut wurde. Es handelte sich um eine Modifikation der Jaguar-Maschine, die bereits in den Jaguar-XJR-Sportwagen bei den 24 Stunden von Le Mans zum Einsatz gekommen war. Aufgrund des relativ hohen Preises von circa 350.000 US-Dollar wurden nur vier Exemplare hergestellt, bevor die Produktion der Straßenversion eingestellt wurde. Heute existieren noch drei davon, Lister hält aber zumindest die Rennversionen weiterhin instand.
Der aufgebohrte zweiventilige Lister V12 lieferte eine Leistung von 407 kW und ein Drehmoment von 790 Nm. Mit Frontmotor und Hinterradantrieb wog das Fahrzeug 1664 kg und beschleunigte von 0 auf 100 km/h in 4,1 Sekunden. Einige Zeit lang wurde der Storm als schnellster Viersitzer der Welt betrachtet. Diesen Titel hielt zwischenzeitlich der CLS-basierte Brabus Rocket mit einer Geschwindigkeit von 365,7 km/h, bis dieser Titel am 12. November 2008 an den BMW M 5 Hurricane RS des BMW-Tuners G-Power mit einer offiziell bestätigten Endgeschwindigkeit von 367,4 km/h ging.

## Motorsport

### Storm GTS
Der Lister Storm GTS debütierte 1995 bei den 24 Stunden von Le Mans in der GT1-Klasse als Konkurrent von Autos wie dem McLaren F1, dem Ferrari F40, dem Jaguar XJ220 und dem Porsche 911 GT2. Die erste Vorstellung des Wagens, gefahren von Geoff Lees, Rupert Keegan und Dominic Chappell, war nicht besonders erfolgreich, denn er fiel wegen Schaltungsproblemen nach knapp 40 Runden aus.
Im Jahr 1996 entschied das Team, dem Storm vor Le Mans einen Testlauf zu gönnen, und so nahm er an den 24 Stunden von Daytona teil. Es gelang dem einzelnen Storm auch hier nicht, das Rennen zu beenden. Trotz dieses Rückschlags wagte das Team mit dem Storm GTS den Vorstoß nach Le Mans. Der Wagen war zumindest in der Lage, sich gegenüber dem enttäuschenden Start zu verbessern, denn man erreichte immerhin das Ziel. Allerdings nur auf einem abgeschlagenen 19. Platz, ganze 59 Runden hinter dem Sieger. Nach Le Mans entschied Lister, den Storm GTS in der BPR-Global-GT-Serie starten zu lassen, in der er beim fünften Rennen sein Debüt auf dem Nürburgring hatte. Jedoch erreichte der Storm GTS bei keinem weiteren Rennen dieser Saison das Ziel.

### Storm GTL
Für die Saison 1997, so wurde Lister klar, wäre der Storm GTS im Vergleich zu den neuen Konkurrenten in der GT-1-Klasse wie dem Mercedes-Benz CLK GTR oder dem Porsche 911 GT1 deutlich zu langsam gewesen. Er wurde daher umgestaltet, und man verpasste ihm eine längere und aerodynamischere Frontpartie. Diese neue Version wurde nun als Storm GTL bezeichnet. Er wurde erstmals während der 24 Stunden von Daytona eingesetzt, wo er es auf einen 19. Platz im Gesamtklassement brachte und in seiner eigenen Klasse Vierter wurde. Im gleichen Jahr noch wurden für Le Mans zwei weitere Storm GTL aufgestellt, aber keiner von beiden kam über die 77. Runde hinaus. Ebenfalls in diesem Jahr wurde ein Storm GTL in die Vereinigten Staaten verbracht, um an den letzten beiden Rennen der FIA-GT-Meisterschaft in Sebring und Laguna Seca teilzunehmen. Auch dieser Wagen konnte keines der beiden Rennen beenden.
1998 startete man einen neuen Versuch in Daytona, doch abermals bedeuteten frühe Probleme das vorzeitige Aus. Aufgrund dieser Schwierigkeiten schaffte es das Team nicht, in das Starterfeld von Le Mans zu kommen und trat auch sonst in diesem Jahr zu keinem weiteren Rennen mehr an. Stattdessen konzentrierte man sich auf die Umgestaltung des Storm.

### Storm GT
1999 tauchte der Storm wieder auf. Er hatte die aerodynamischen Karosserieteile des GTL zugunsten einer eher serienmäßigen Frontpartie eingetauscht. Das Team verkündete, an der gesamten FIA-GT-Meisterschafts-Saison im Rahmen des neuen Reglements der GT2-Klasse teilnehmen zu wollen. Nach einem eher schlechten Saisonstart erreichte man einen vierten Platz auf dem Hockenheimring knapp zwei Runden hinter einem siegreichen Paar von Chrysler Viper GTS-Rs. Es folgte ein dritter Platz in Zolder und schließlich ein zweiter Platz in Donington, wo der Lister nur knapp 26 Sekunden hinter der siegreichen Viper lag. Diese Erfolge brachten Lister einen geteilten fünften Platz in der Gesamtwertung der Teams zum Saisonende.
Mit dem kommenden Jahr 2000 war man bei Lister deutlich optimistischer hinsichtlich der eigenen Möglichkeiten. Chrysler-ORECA hatten sich offiziell von der Meisterschaft verabschiedet, womit das letzte Werksteam als Konkurrent die Serie verließ. Es blieben lediglich Privat-Teams als Herausforderer übrig. So gewann das Lister-Team das erste Rennen der Saison in Valencia. Es folgten vier weitere Siege während der Saison, die alle von Julian Bailey und Jamie Campbell-Walter eingefahren wurden. Mit diesen Siegen gelang Lister der Gesamtsieg in der Teamwertung. Zur gleichen Zeit startete Lister in der britischen GT-Meisterschaft sowohl als Werksteam, als auch mit einem Kundenfahrzeug für Cirtek Motorsport. Beide Teams erreichten insgesamt neun Siege.
Nachdem man als Sieger zur FIA GT zurückgekehrt war, setzte Lister die Saison 2001 mit zwei Werksautos fort. Obwohl vier Siege eingefahren werden konnten, wurde die Mannschaft in der Teamwertung von Larbre Competition und Carsport Holland geschlagen. Eine ähnliche Situation ergab sich 2002, als das Lister-Team drei Siege erreichte und Zweiter in der Gesamtwertung wurde, wiederum geschlagen von Larbre.
2003 stieß ein weiterer Fahrzeug des Kunden Creation Autosportif zum Lister FIA-GT-Team. Die Werksmannschaft schaffte lediglich einen einzigen Sieg, beendete die Saison aber dennoch auf einem zweiten Platz in der Gesamtwertung. Creation lag nicht weit dahinter auf einem vierten Platz, nachdem noch ein Kundenwagen hinzugekommen war. Zur gleichen Zeit begann Lister die Arbeit an einem neuen Projekt, dem Storm LMP, der die Marke zurück nach Le Mans bringen sollte, und reduzierte somit ihr Engagement als Werksteam in der FIA GT.
In der Saison 2004 übernahm Creation Autosportif die Hauptrolle für die Serie, während die Werksstaffel nur bei ausgewählten Rennen antrat. Creation erreichte nur einen achten Platz in der Gesamtwertung, nachdem das Team ebenfalls entschied, mit einem Le-Mans-Prototypen zu starten. Das Werksteam hingegen konnte lediglich einen Punkt einfahren. Lister startete 2005 einen weiteren Versuch, aber man erreichte gerade genug Punkte für einen Platz als zehntbestes Team. Nach dieser Saison wurden die GT offiziell ausgemustert, und der Hersteller konzentrierte sich nun auf den Storm LMP. In dem Spiel GTR2 gibt es 2003 Creation und Lister Racing und 2004 nur Creation.
2006 kaufte die französische Staffel Red Racing einen Storm für die FFSA GT Championship. Trotz mehrerer Ausfälle beendete Iradj Alexander und Gaël Lesoudier das Rennen in Pau als Sieger. Ursprünglich wollte das Team auch bei der FIA-GT-Meisterschaft starten, aber es kam beim Rennen auf dem Circuit Paul Ricard nicht über die siebte Runde hinaus. Seit 2007 sind aktuell keine Storm mehr bei einem Rennen zu finden.

## Technische Daten
- Motor: Jaguar V12
- Hubraum: 6996 cm³
- Kompression: 10.5:1
- Maximale Leistung: 407 kW bei 6100/min
- Maximales Drehmoment: 790 Nm bei 3450/min
- Höchstgeschwindigkeit: 335 km/h
- Cw-Wert: 0,35